# George Bridges
George Bridges, baron Bridges of Headley, MBE (født 15. juli 1970 i London) er en britisk politiker fra partiet Konservative.

## Baggrund
Bridges er uddannet i historie fra Exeter College ved Oxford Universitet. 
Han er den minister af overhuset for Brexit siden 2016.

### Udmærkelse
- - MBE (1997)
- - Baron (2015).